# БМ «Оплот»
БМ «Оплот» (до прийняття на озброєння «Оплот-М») — український основний бойовий танк, створений Харківським конструкторським бюро машинобудування (ХКБМ). БМ «Оплот» є докорінною модернізацією танка Т-84 та найновішим представником серії.
Прийнятий 2009 року на озброєння ЗСУ, але станом на 2021 рік ЗСУ мали лише один танк.
Танк у версії «Оплот-Т» перебуває на озброєнні Таїланду, який придбав 49 танків за контрактом 2011 року.

## Історія
Виробництво першого танка почалося в кінці 2008 року і зайняло три місяці.
У травні 2009 року танк був прийнятий на озброєння Збройних сил України під назвою БМ «Оплот».
Дебют нового українського танка відбувся 24 серпня 2009 року під час параду з нагоди Дня Незалежності України.
У 2009 році був укладений контракт на поставку 10 танків БМ «Оплот» Збройним силам України за ціною 29,5 млн гривень за одиницю, через нестачу фінансування виконання контракту було припинено.
20-24 лютого 2011 року БМ «Оплот» вперше був показаний за кордоном — на 10-й Міжнародній виставці озброєнь IDEX-2011 в Абу-Дабі. Експортна ціна одного танка «Оплот» в 2011 році становила 4,9 млн доларів США, в 2013 році — 4,89 млн доларів США.
У грудні 2011 року заступник гендиректора ДК «Укроборонпром» Володимир Куратченко повідомив, що у виробництві танка беруть участь 40 підприємств України.
Серійне виробництво танків «Оплот» почалося в 2013 році, однак перші приціли ПНК-6 були виготовлені в січні 2014 року.
4 лютого 2015 року генеральний директор ДК «Укроборонпром» Роман Романов оголосив, що в 2015 році буде випущено 40 танків «Оплот».
У вересні 2018 року з'явилася інформація, що ведеться розробка нової модифікації, яка враховує останній досвід бойових дій на Донбасі. Ця модифікація буде серійно виготовлятися на потребу ЗС України.

### Програма «Бастіон»
У 2020 році повідомлялося про роботи за програмою «Бастіон», за якою танк позбудеться деталей російського виробництва. Прийнята на озброєння у 2009 році версія «Оплоту» мала певну кількість складових та матеріалів російського походження: окремі компоненти електрообладнання, складових частин блоків та систем. Повідомлялося, що їх відносно небагато, але всі вони мають бути повністю замінені. Планувалося, що елементна база має не лише позбутись російських складових, а й бути значно модернізована. Очікувана вартість нового танку — 150 млн грн за одну машину (близько $5,15 млн за курсом на 2021 рік). Тобто комплектація однієї танкової роти модернізованими «Оплотами» може коштувати близько 1,5 млрд гривень
Перший дослідний зразок за програмою «Бастіон» має бути побудований до 2023 року.

## Опис

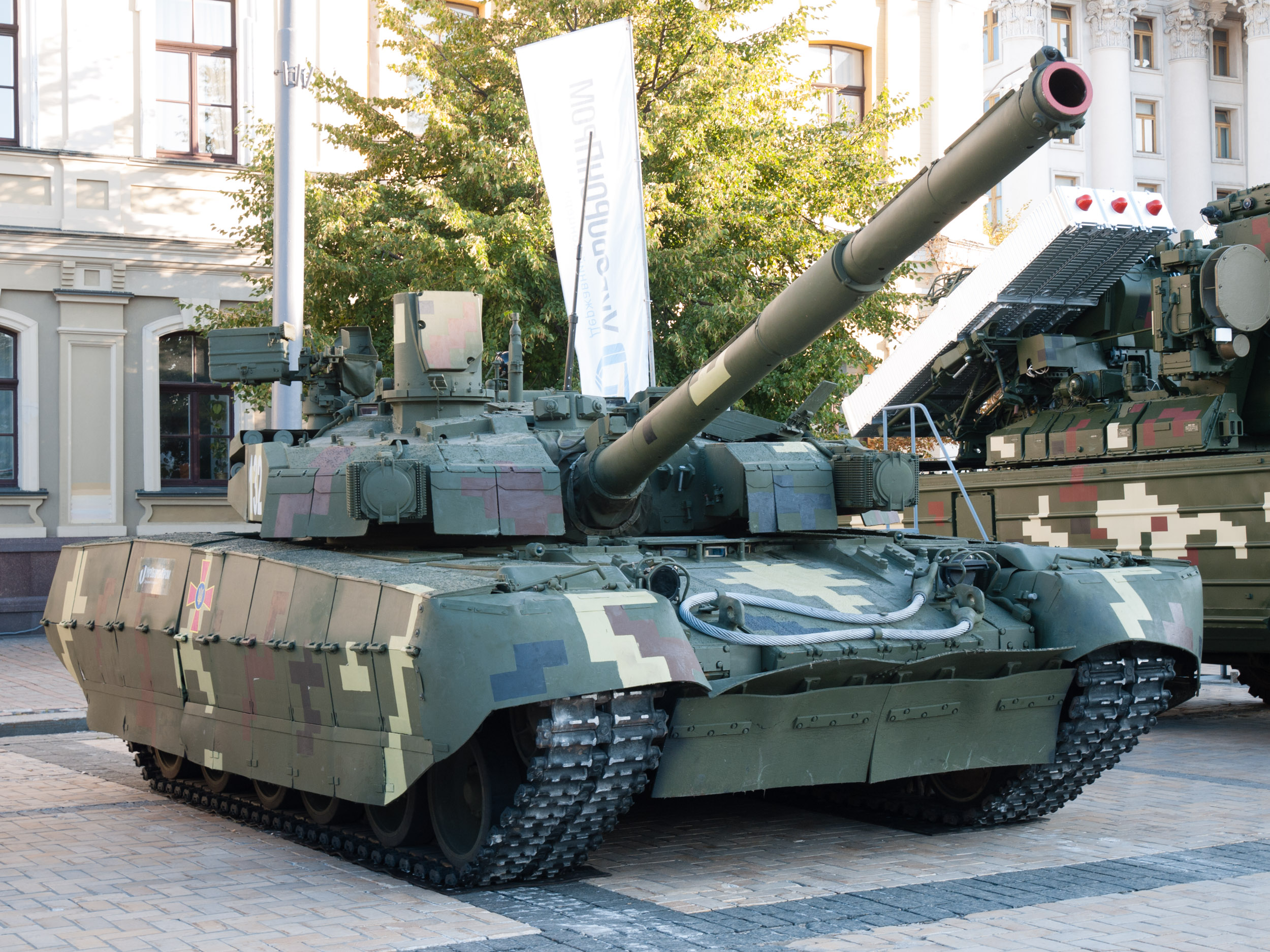
БМ «Оплот» на виставці, 2018.

Основний бойовий танк Оплот-М є бойовою гусеничною машиною, яка має високу вогневу міць, надійний захист і високу рухливість.
Танк призначений для ураження вогнем усіх видів наземних (надводних) і низколетючих на малих швидкостях повітряних цілей в умовах вогневої протидії супротивника.
Рішення широкого кола бойових завдань можливе у різних кліматичних, метеорологічних і дорожніх умовах в діапазоні температури навколишнього середовища від мінус 40 °C до плюс 55 °C, відносній вологості повітря до 98 % при температурі плюс 25 °C, висоті до 3000 м над рівнем моря і запиленості повітря, що зустрічається при реальній експлуатації.
Вдосконалений Оплот-М відрізняється від базової версії даного танка наявністю наступних вузлів і систем:
- комбінованого панорамного прицілу командира з незалежними денним і тепловізійним каналами, що забезпечує можливість ведення прицільної стрільби з дистанційно-керованого зенітного кулемета по повітряних цілях на кутах піднесення до +60°;
- окремого (незалежного від навідника) тепловізора і лазерного далекоміра командира;
- вбудованого динамічного захисту «Дуплет» («Ніж-2»), здатного протистояти кумулятивним боєприпасам з тандемною бойовою частиною;
- нових засобів радіозв'язку;
- комплексної системи керування рухом, що забезпечує автоматичне перемикання передач і плавний поворот під час руху танка;
- вдосконаленого цифрового щита механіка-водія;
- вдосконаленого штурвала;
- екологічнішого дизельного двигуна 6ТД-2Е потужністю 1200 к.с.;
- потужнішого допоміжного агрегату живлення (10 кВт замість 8 кВт).

## Системи танка

### Вогнева міць

#### Танкова гармата

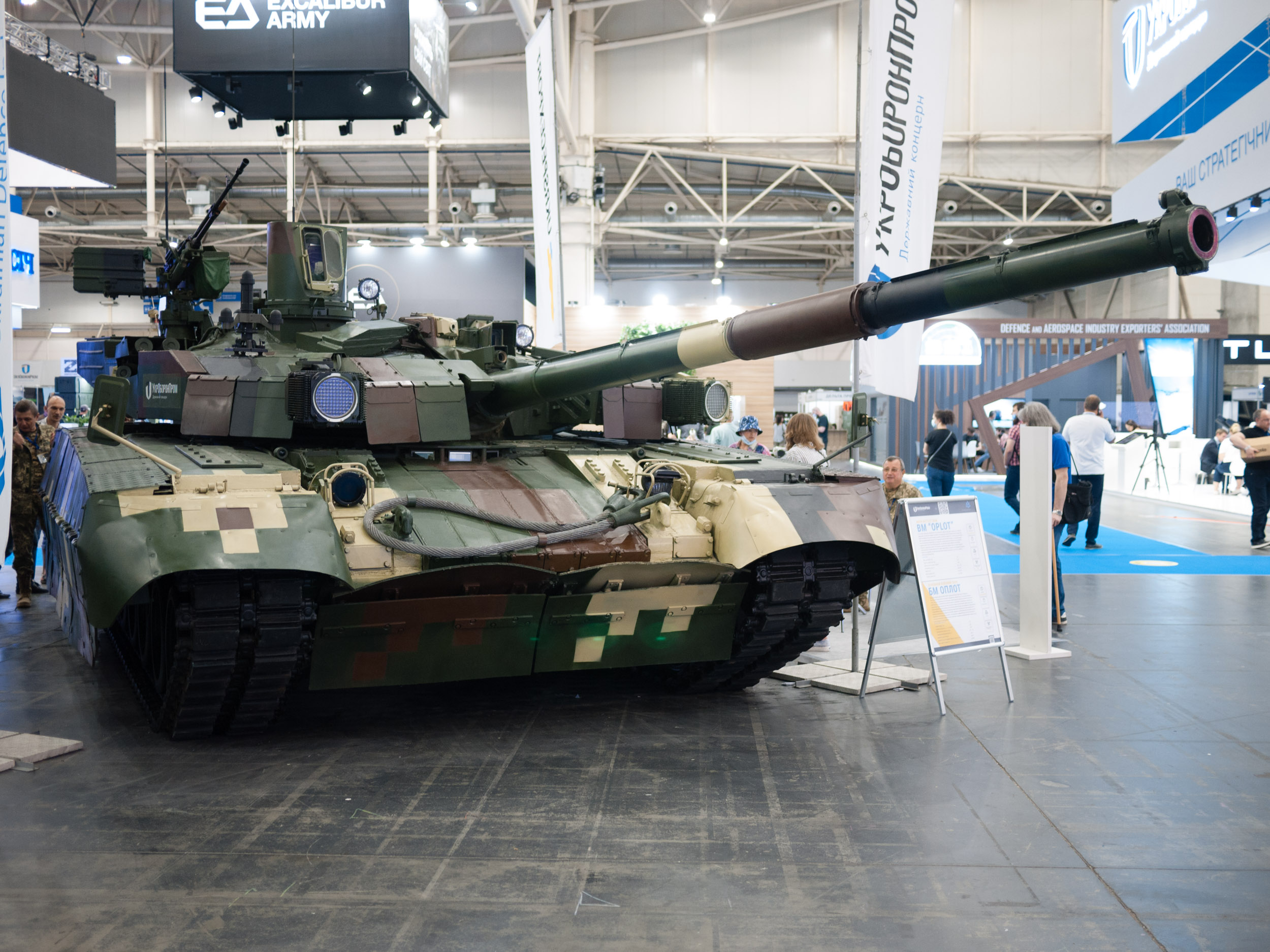
На виставці 2021 року.

Основним озброєнням танка є 125-мм гладкоствольна гармата КБАЗ, що має довжину ствола 48 калібрів і забезпечена автоматом заряджання конвеєрного типу. Гармата оснащена ежектором порохових газів, термокожухом і стабілізована у двох площинах.
Ствол гармати виконано швидкознімним і може бути замінений в польових умовах без демонтажу башти з танка. Привід обертання башти — електричний, привід гармати — гідравлічний. Башта повертається на 180° менш ніж за 5 с (швидкість обертання башти щодо корпусу складає до 40 град/сек). На випадок нештатної ситуації передбачені резервні механічні приводи наведення гармати і башти.
Боєкомплект гармати становить 46 пострілів роздільно-гільзового заряджання, з них 28 розміщені в автоматі заряджання. БМ «Оплот» здатний вести вогонь бронебійно-підкаліберними, кумулятивними, осколково-фугасними снарядами і ПТКР «Комбат» з напівактивною системою керування за лазерним променем.
Скорострільність танка становить до 8 пострілів/хв. (7-12,5 с на заряджання одного пострілу), що досягається за рахунок автомата заряджання і тандемного досилання (снаряд-заряд) за один цикл. Видалення відстріляного піддону здійснюється за допомогою його автоматичного уловлювання та укладання в порожній лоток без розгерметизації бойового відділення. Час завантаження конвеєра автомата заряджання пострілами становить 15-20 хв. Також передбачені дублюючі приводи конвеєра автомата заряджання і ручний механізм заряджання.
Механізм заряджання:
- конвеєр;
- автомат заряджання;
- система керування.

Комплекс керування вогнем:
- прицільний комплекс:
- денний приціл навідника
- тепловізійний приціл навідника
- панорамний прицільний комплекс командира
- стабілізатор основного озброєння
- комплекс керованого озброєння
- танковий балістичний обчислювач (ТПВ)
- датчики вхідної інформації ТБВ
- система обліку вигину ствола (Суїта)
- система керуванняння зенітною установкою (СУЗУ)

#### Зенітна установка винесеного типу
Система дистанційного керування зенітною установкою складається з кулемета КТ-12,7 мм (боєкомплект 3х150 патронів). Кут наведення по вертикалі становить від −3° до + 60°, по курсу — в діапазоні ± 75°. Кулемет стабілізовано по вертикалі в діапазоні від −3° до + 20°.

#### Спарений кулемет
Спарений з гарматою кулемет КТ-7,62 мм має боєкомплект 1250 патронів.

### Захист

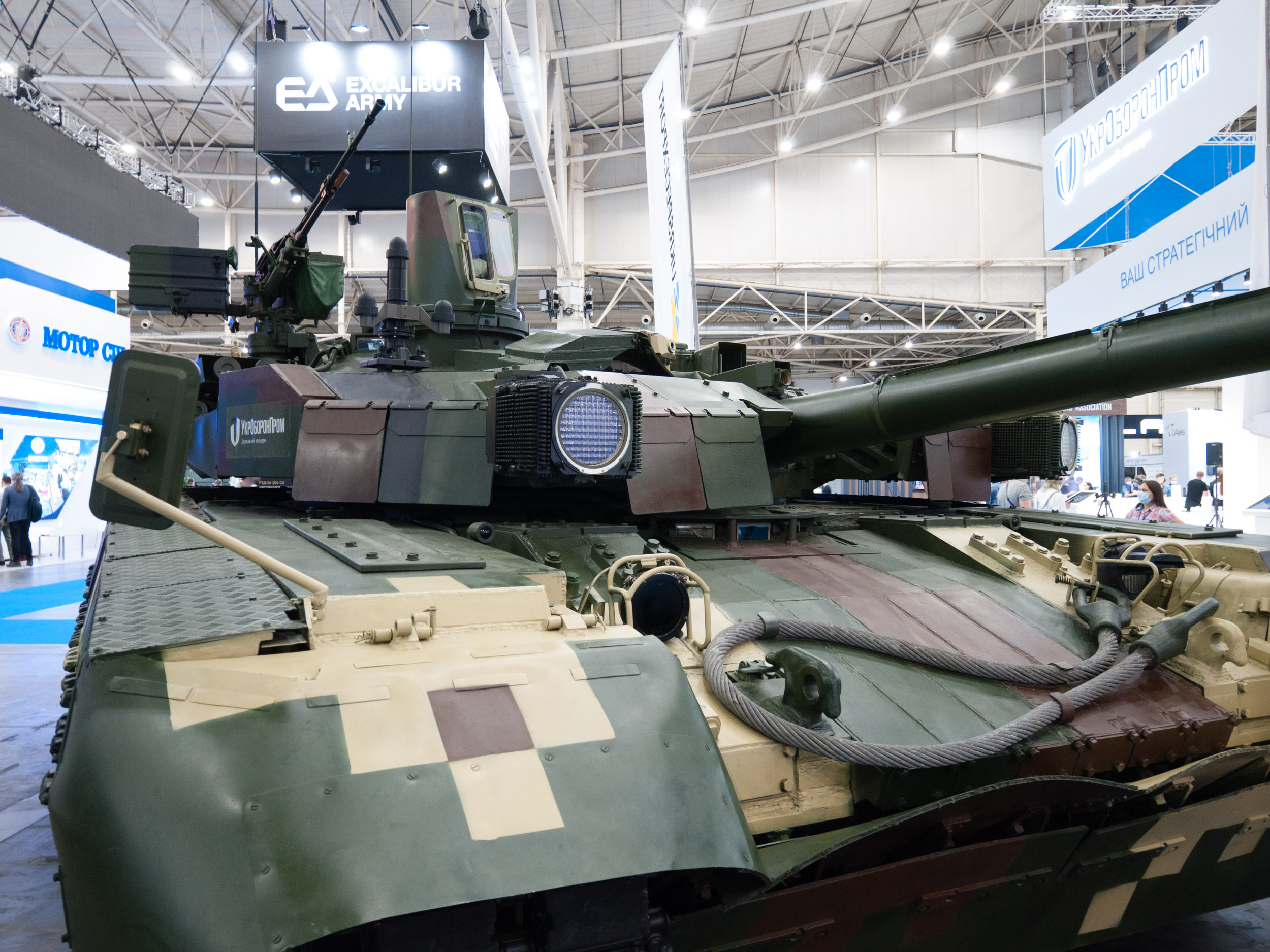
Динамічний захист «Дуплет» на башті та верхній лобовій деталі.

Танк БМ «Оплот» має комбіновану систему захисту, що включає в себе пасивну броню, протитандемний вбудований динамічний захист і низку інших систем, що підвищують живучість танка на полі бою.
У конструкції танка БМ «Оплот» значно менший відсоток ослаблених зон у порівнянні з конструкціями попередніх танків Т-84, Т-80, Т-72, Т-64 та ін.
Динамічним протитандемним захистом «Дуплет» забезпечується зниження характеристик бронебійних оперених підкаліберних снарядів і кумулятивних засобів ураження, в залежності від типу, до 90 % від штатної. Також забезпечується захист від засобів ураження типу «ударне ядро».
Корпус і башта танка БМ «Оплот» виготовлені з високоміцної протиснарядної броньової сталі. Високі механічні властивості і бронестійкості сталей досягнуті за допомогою легування сталі певною кількістю таких хімічних елементів, як хром, молібден, нікель, марганець, кремній, ванадій та ін., а також певною термічною обробкою і зміцненням металу в результаті прокату броньових листів.
Підвищення протиснарядних і протикумулятивних властивостей броньовим сталям надають також зниження вмісту сірки і фосфору в металі і додаткове видалення шкідливих домішок електрошлаковим переплавом (ЕШП). В конструкції танка БМ «Оплот» застосовані українські броньові сталі марок 21Ш, 22Ш і 24Ш.
Без урахування динамічного захисту, лобова броня башти танка еквівалентна ≈1100 мм броневої сталі. Для лобової проекції корпусу танка цей показник становить ≈900 мм броневої сталі (в еквіваленті).[джерело?]
Конструкція корпусу і башти, а також танка в цілому, розраховувалася на необхідний ступінь ослаблення проникаючої радіації.
Відповідно до встановленої класифікації протиснарядної броні танків, в конструкції танка БМ «Оплот» для оптимізації захисних властивостей застосовані одно-двохперешкодна, комбінована і екранована броня. Для зниження маси танка БМ «Оплот» застосований диференційований броньовий захист, що включає в себе різні композитні матеріали такі як скло-текстоліт, пористі блоки, заповнені квазіпружною рідиною та ін.
Для запобігання пробиття корпусу та башти боєприпасами з тандемними бойовими частинами, встановлено протитандемний вбудований динамічний захист (ПТВДЗ) нового покоління «Дуплет», споряджений пристроями кумулятивного захисту (ПКЗ) українського виробництва типу ХСЧКВ різних модифікацій.
Шляхом застосування щільних зварних швів для нероз'ємних з'єднань деталей корпусу і башти, і установки ущільнювальних прокладок під знімні броньові деталі забезпечується герметичність корпусу та башти танку. Це виключає затоплення танка у воді, і необхідна для захисту екіпажу і внутрішнього обладнання від ураження дрібними осколками, свинцевими бризками від куль, горючими рідинами, ударною хвилею, бойовими отруйними, бактеріологічними та радіоактивними речовинами.
Для зменшення виявлення танка в оптичному, інфрачервоному і радіолокаційному діапазонах, в конструкції танка БМ «Оплот» застосовано низку заходів:
- встановлені на башті спеціальні щитки для маскувального ефекту лобових і кормових кутів башти, зміни характерного зламу башти;
- екранований захист елементів ходової частини;
- екранований захист силової установки (в тому числі допоміжної силової установки), спрямований на зниження теплового контрасту;
- зовнішні поверхні бортових екранів мають певні кути нахилу, спрямовані на зменшення виявлення танка в радіолокаційному діапазоні;
- оптимізована архітектура зовнішніх поверхонь корпусу.

Таким чином, захист БМ «Оплот» має такі складові.
Балістичний захист
- основний броньовий пасивний захист
- вбудований протитандемний динамічний захист «Дуплет»
- протимінний захист

Спеціальні засоби захисту

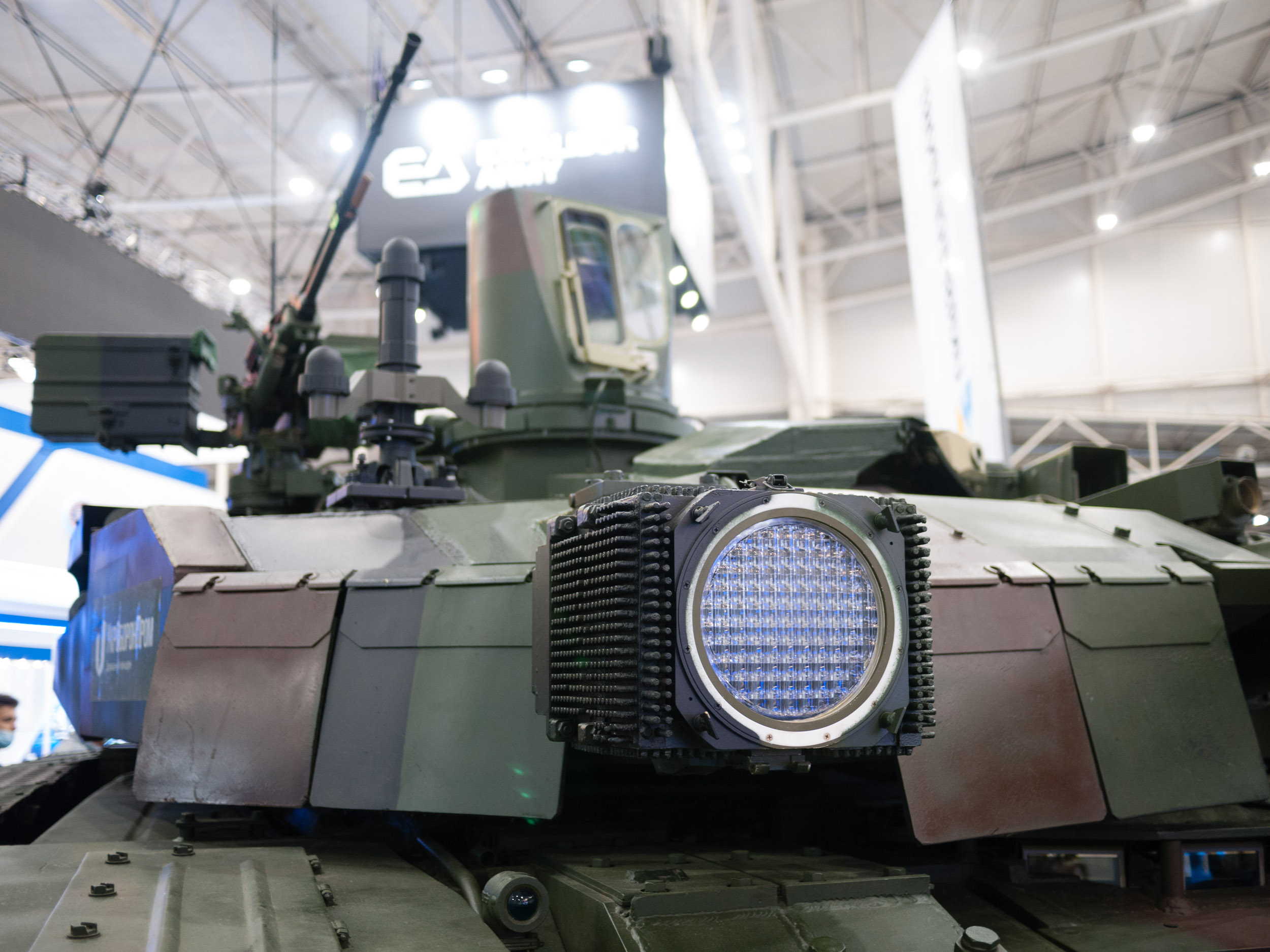
Комплекс оптико-електронної протидії «Варта».

- комплекс оптико-електронної протидії «Варта»
- станція оптико-електронного придушення
- система постановки аерозольної завіси
- система колективного захисту:
- система захисту від зброї масового ураження
- система пожежопридушення

Засоби захисту від виявлення
- деформуюче фарбування
- затискачі для природних масок
- тепловий захист
- термодимова апаратура
- комплект маскувальних покриттів
- Обладнання для самообкопування
- Обладнання протимінної (комплекс зі встановлених на танк елементів для установки колійного мінного трала будь-якої модифікації)

### Рухливість

#### Двигун

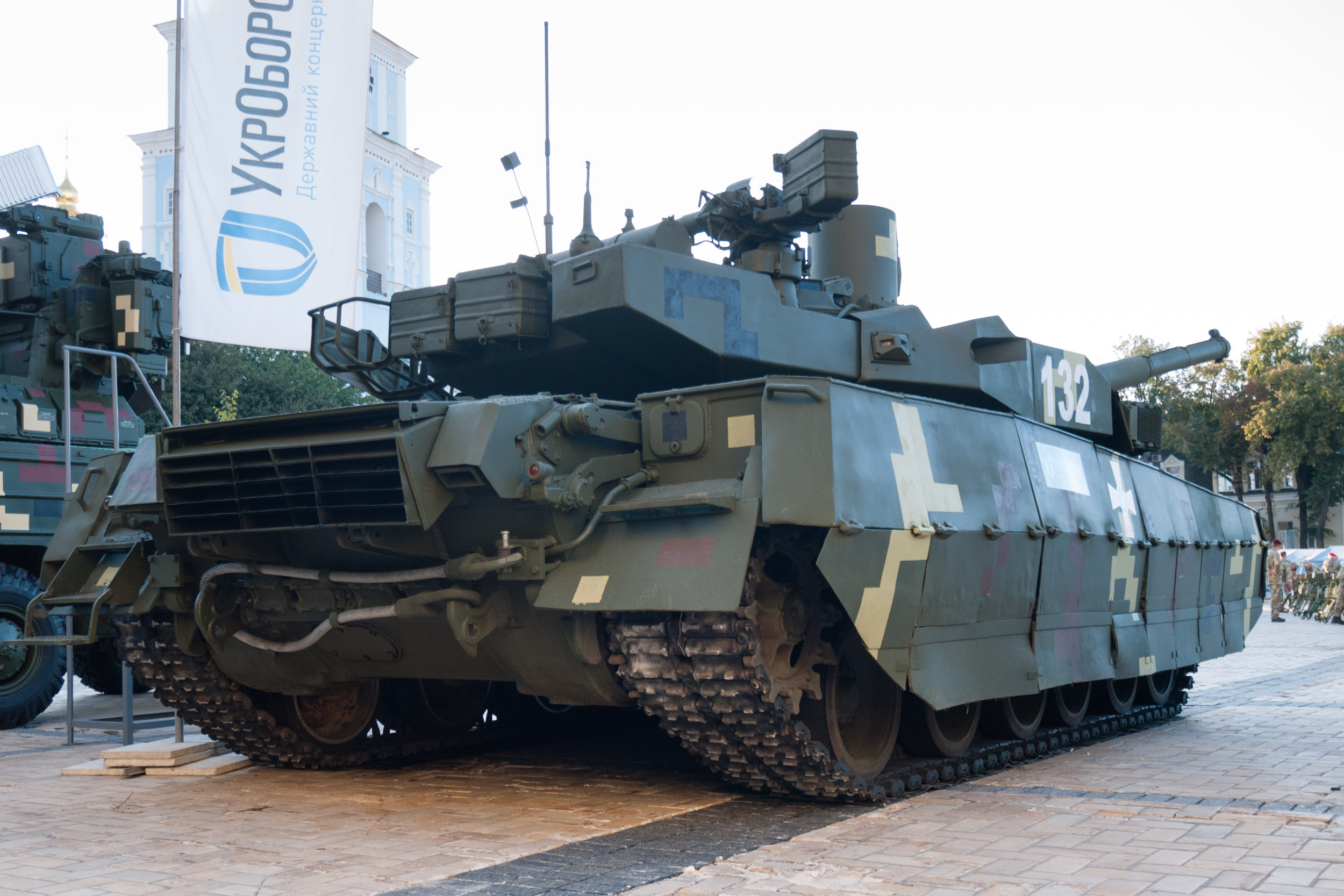

На танк «Оплот» встановлено опозитний дизельний двигун 6ТД-2 потужністю 1200 к.с. Двигун сконструйований таким чином, що здатен ефективно працювати за будь-яких погодних умов, у тому числі при високих температурах навколишнього середовища. Хоча 6ТД-2 є дизельним двигуном, він також може працювати на інших типах палива, в тому числі на бензині, гасі, паливі для дизельних двигунів або їх суміші в будь-якій пропорції. Згодом на танк планується встановлення двигуна 6ТД зі збільшеною до 1500 к.с. потужністю.
Двигун 6ТД-2 оснащений пристроєм попереднього підігріву, що використовується при експлуатації танка в холодну погоду. Двигун також здатний ефективно працювати в умовах пустелі при температурах навколишнього середовища до 55 °C, що було досягнуто шляхом впровадження в конструкцію двигуна спеціальних доопрацювань, що забезпечують його нормальне функціонування у спеку. Завдяки своїй силовій установці танк має питому потужність 26 к.с./т, що забезпечує йому високу прийомистість і добру маневреність при русі з однієї вогневої позиції на іншу. Місткість внутрішніх паливних баків становить 700 л. Ще 440 літрів палива перебувають у паливних баках, розташованих на надгусеничних полицях. Запас ходу по паливу становить 400 км.
Вхідний пристрій двигуна забезпечує надходження у двигун повітря з найменш запиленої точки танка. Крім того, вхідний пристрій дозволяє танку долати водні перешкоди глибиною до 1,8 м без підготовки. Система очищення повітря складається з двох основних компонентів: відцентрові фільтри попереднього очищення і касети очищувача повітря. Система дозволяє експлуатувати танк в спекотних і запилених умовах в обсязі 1000-кілометрового пробігу без необхідності міняти фільтри, а також в умовах радіоактивного зараження.

#### Трансмісія
Коробка передач планетарного типу з автоматичним перемиканням передач має 7 передач вперед і 4 назад. Максимальна швидкість — 70 км/год вперед і 35 км/год заднім ходом.
Нова комплексна система керування рухом танка забезпечує плавний поворот як під час руху, так і на місці, а також покращує динамічні характеристики розгону танка за рахунок забезпечення перемикання передач в оптимальному режимі. Така система керування танка дозволяє виконувати плавні повороти за допомогою штурвала замість важелів, що значно спрощує процес керування, зменшує рівень стомлюваності водія, підвищує маневреність і дозволяє продублювати керування. Дана система має високий ККД і була розроблена ХКБМ. Подібна система керування у складі харківського МТО з двигуном 6ТД-2 експортується за кордон для установки на пакистанські танки «Аль-Халід» і китайські MBT 2000.

#### Ходова частина
Ходова частина БМ «Оплот» з кожного борту складається з шести здвоєних обгумлених опорних котків діаметром 670 мм, п'яти підтримуючих котків діаметром 225 мм, лінивця і розташованого в кормі ведучого колеса. Підвіска опорних котків — індивідуальна, торсіонна, з шістьма гідравлічними телескопічними амортизаторами (на першому, другому і шостому вузлах підвіски). Вузли підвіски винесені з броньового корпусу для вивільнення простору в останньому і полегшення обслуговування підвіски.
Танк може оснащуватися гусеницями двох типів: асфальтоходними шириною 580 мм, що забезпечує високу швидкість танка по дорозі з асфальтобетонним покриттям, і шириною 600 мм із збільшеними ґрунтозачепними елементами для руху по льоду і пухкому ґрунті. Внизу, в носовій частині корпусу закріплені гумові спідниці, покликані знижувати запиленість при їзді.
- Обладнання для підводного водіння

### Додаткове обладнання
Прилади спостереження та орієнтування:
- денні прилади спостереження
- нічний прилад спостереження механіка-водія
- прилад орієнтування (ЦПК)
- система гідропневмоочистки приладів корпусу та башти
- Система навігаційного забезпечення (супутникова)

Засоби зв'язку:
- радіостанція УКХ діапазону
- радіостанція для командира КХ діапазону
- апаратура внутрішнього зв'язку та комутації

Енергоагрегат:
- Елементи загального електроустаткування
- Цифровий щит механіка-водія
- Система кондиціонування повітря (опція)

## Модифікації
- «Оплот-Т» — спеціальна модифікація для ЗС Таїланду. Відрізняється від базового Оплот-М встановленням кондиціонеру в башті танку для охолодження повітря в середині танку під час бойових дій у тропічних умовах і не тільки.
- «Оплот-П» — створений для тендеру в Пакистані. Ззовні відрізняється від базового Оплот-М полегшеними бортовими екранами корпусу.

## Порівняльні характеристики
У таблицях наведено порівняння тактико-технічних характеристик БМ «Оплот» з іншими моделями сучасних основних бойових танків.

### З танками серії Т-84
| Показники                   | Т-84 (1999)                                          | Т-84-120 «Ятаган» (2000)                             | Оплот-М (2009)                                         |
| --------------------------- | ---------------------------------------------------- | ---------------------------------------------------- | ------------------------------------------------------ |
| Вага                        | 48 т                                                 | 48 т                                                 | 51 т                                                   |
| Екіпаж                      | 3 ос.                                                | 3 ос.                                                | 3 ос.                                                  |
| Питома потужність           | 25 к.с./т                                            | 25 к.с./т                                            | 23,5 к. с./т                                           |
| Питомий тиск на ґрунт       | 0,93 кг/см²                                          | 0,93 кг/см²                                          | 0,97 кг/см²                                            |
| Діапазон робочих температур | від −40 до +50 °C                                    | від −40 до +55 °C                                    | від −40 до +55 °C                                      |
| Швидкість руху              |                                                      |                                                      |                                                        |
| по твердому покриттю        | 65—75 км/год                                         | 65—70 км/год                                         | 70 км/год                                              |
| по ґрунту                   | 45—50 км/год                                         | 45—50 км/год                                         | 40—45 км/год                                           |
| заднім ходом                | 32 км/год                                            | 32 км/год                                            | 32 км/год                                              |
| Запас ходу                  |                                                      |                                                      |                                                        |
| по шосе                     | 540 км                                               | 540 км                                               | 400 — 500 км                                           |
| по місцевості               | 350—400 км                                           | 350—400 км                                           | 350—450 км                                             |
| Двигун                      |                                                      |                                                      |                                                        |
| Тип                         | 6ТД-2                                                | 6ТД-2                                                | 6ТД-2Е                                                 |
| Потужність                  | 1200 к.с. (895 кВт) при 2600 об./хв                  | 1200 к.с. (895 кВт) при 2600 об./хв                  | 1200 к.с. (895 кВт) при 2600 об./хв                    |
| Підвіска                    | Торсіонна                                            | Торсіонна                                            | Торсіонна                                              |
| Трансмісія                  | механічна, планетарна, 7 передніх і 5 задніх передач | механічна, планетарна, 7 передніх і 5 задніх передач | автоматична, реверсивна, 7 передніх і 5 задніх передач |
| Озброєння                   |                                                      |                                                      |                                                        |
| основне                     | 125-мм гладкоствольна гармата КБА-3                  | 120-мм гладкоствольна гармата КБМ-2                  | 125-мм гладкоствольна гармата КБА-3                    |
| спарене                     | 7,62-мм кулемет КТ-7,62                              | 7,62-мм кулемет КТ-7,62                              | 7,62-мм кулемет КТ-7,62                                |
| зенітне                     | 12,7-мм кулемет КТ-12,7                              | 12,7-мм кулемет КТ-12,7                              | 12,7-мм кулемет КТ-12,7                                |
| Боєкомплект                 |                                                      |                                                      |                                                        |
| для основного озброєння     | 40 пострілів (28 у конвеєрі)                         | 40 пострілів (22 у конвеєрі)                         | 46 пострілів (28 у конвеєрі)                           |
| для спареного кулемета      | 1250 набоїв                                          | 4000 набоїв                                          | 1250 набоїв                                            |
| для зенітного кулемета      | 450 набоїв                                           | 450 набоїв                                           | 450 набоїв                                             |
| Подолання перешкод          |                                                      |                                                      |                                                        |
| кут підйому                 | 32°                                                  | 32°                                                  | 32°                                                    |
| кут нахилу                  | 36% (не менш ніж 19,8°)                              | 36% (не менш ніж 19,8°)                              | 25°                                                    |
| вертикальна стіна           | 1 м                                                  | 1 м                                                  | 1 м                                                    |
| ширина рову                 | 2,85 м                                               | 2,85 м                                               | 2,85 м                                                 |
| Глибина водної перешкоди    |                                                      |                                                      |                                                        |
| без підготовки              | 1,8 м                                                | 1,8 м                                                | 1,8 м                                                  |
| з підготовкою               | 5 м                                                  | 5 м                                                  | 5 м                                                    |

## Машини на базі БМ «Оплот»
- 30 січня 2017 року стало відомо про проект нової БМП на базі шасі БМ «Оплот», яка отримала робочу назву «Берсерк»[36].

### 155-мм самохідна гаубиця
З оприлюдненого наприкінці 2015 року річного звіту державного концерну ДК «Укроборонпром», стало відомо про плани створення двох самохідних гармат на базі виготовленої в Україні бронетехніки. З української сторони проект має реалізовувати Конструкторське бюро ім. Морозова, а з польської — компанія Гута Стальова Воля. Планують реалізувати два проекти: створення 120-мм самохідного міномета на шасі БТР-4Е та 155-мм самохідної гаубиці на базі шасі танка БМ «Оплот».
Польським виробником зброї Гута Стальова Воля була створена самохідна артилерійська установка AHS Krab на шасі південнокорейської самохідної гаубиці K9 Thunder, оснащена баштою британської 155-мм самохідної гаубиці AS-90, яку HSW виготовляє за ліцензією, з 155-мм/52 хитальною частиною виробництва німецької групи Rheinmetall. САУ Краб здатна вести вогонь в режимі MRSI.
Українська сторона розглядає розробку даного проекту на шасі танка БМ «Оплот».

## Експорт

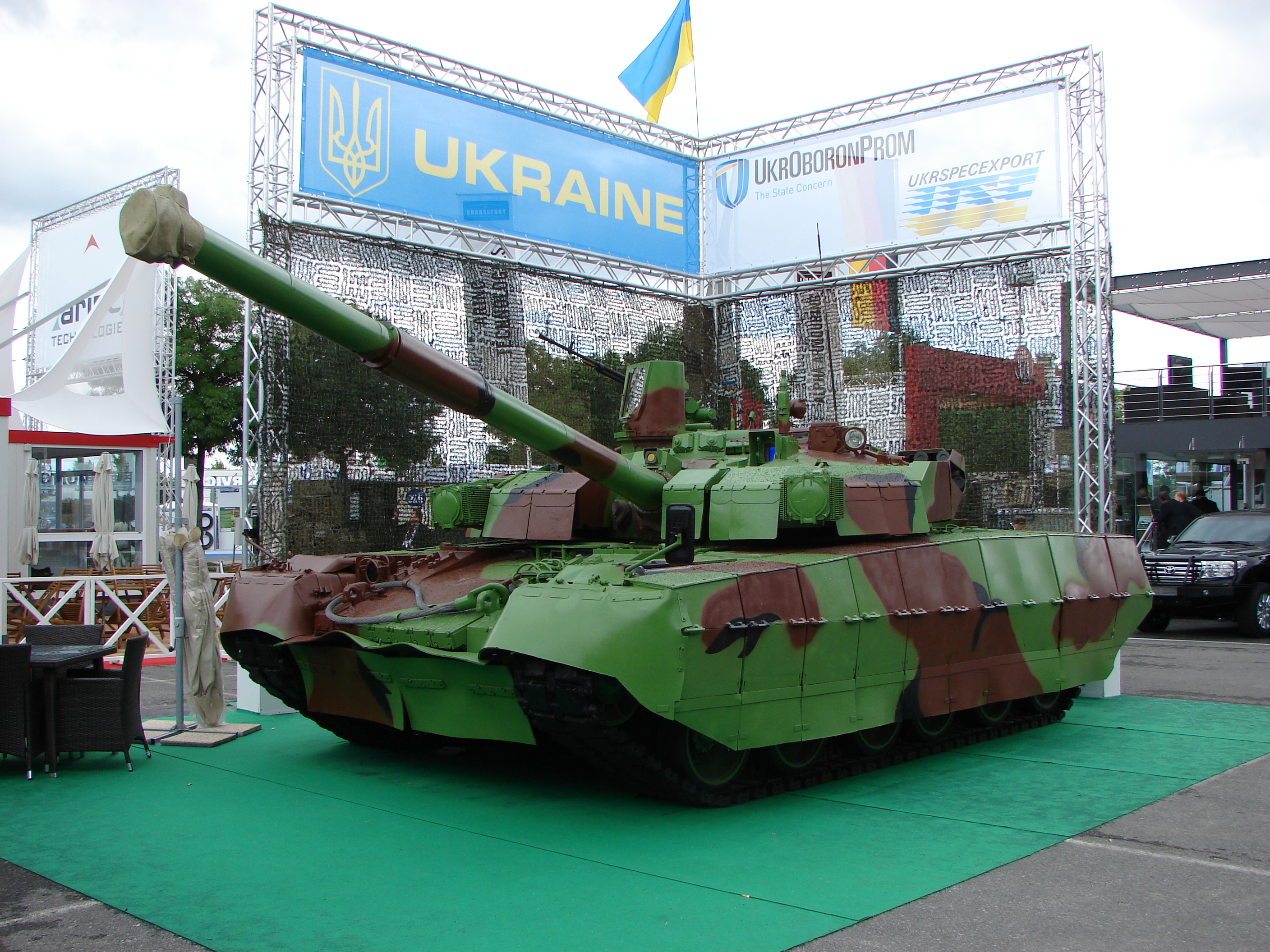
БМ «Оплот» на виставці озброєнь Eurosatory-2012

БМ «Оплот» вперше був показаний за кордоном в рамках української експозиції на 10-й Міжнародній виставці озброєнь IDEX-2011 в Абу-Дабі (Об'єднані Арабські Емірати), що відбулася з 20 по 24 лютого 2011 року.

### Таїланд
Перший контракт на продаж «Оплот-М» закордонним покупцям було підписано 1 вересня 2011 року. Королівська армія Таїланду замовила 49 танків «Оплот-М» на суму $ 240 млн. Танк був обраний в результаті тендеру, в якому також взяли участь південнокорейський K2 Чорна Пантера, російський Т-90 і німецький Леопард 2. Повідомляється, що вибір був зроблений за критерієм «ціна/якість». Свою роль зіграли також налагоджені військово-технічні зв'язки між країнами. Поставки нових танків стануть другою фазою придбання української бойової техніки. Таїланд купив 96 бронетранспортерів БТР-3Е1, розроблених на ХКБМ ім. Морозова, в 2007 році і 121 одиницю в 2011 році на загальну суму $ 270 млн. Очікується, що танки надійдуть на озброєння сухопутних військ Таїланда в 2013—2017 роках&nbsp.
В серпні 2018 року в Тайських ЗМІ з'явилася інформація, щодо завершення створення нового центру з обслуговування та ремонту військової техніки українського виробництва (зокрема БТР-3Е та танків БМ «Оплот-Т»), а також підготовки місцевих техніків для польового ремонту. Також зазначається, що Королівська армія Таїланду все ще потребує близько сотні нових танків, які повинні будуть замінити старі американські машини M-41. Серед іншого було підкреслено готовність ХКБМ до подальших постачань танків та їх запевнення про вирішення минулих проблем з виробництвом.

### Пакистан
За деякими даними, Пакистан придбав 1 «Оплот-М» для випробувань. В червні 2017 року з'явилась непідтверджена інформація про те, що Пакистан розглядає можливість придбання більшої партії танків «Оплот» з модифікаціями під власні потреби. Також, у першій половині липня 2017 року Україну офіційно відвідала пакистанська делегація, до складу якої входив Генеральний секретар оборони генерал-лейтенант Замір уль Хасан Шах. Наприкінці 2018 року стало відомо, що Пакистан відмовився від ідеї купувати «Оплот-М» і обрав китайський танк VT-4.

### США
Наприкінці лютого 2018 року в ЗМІ з'явились офіційно не підтверджене повідомлення про досягнення домовленості про продаж одного «Оплоту» до США для вивчення машини, українських військових технологій, та перспектив співробітництва. 19 жовтня 2021 року «Укрспецекспорт» відвантажив танк замовнику за контрактом 2018 року.

## Оператори

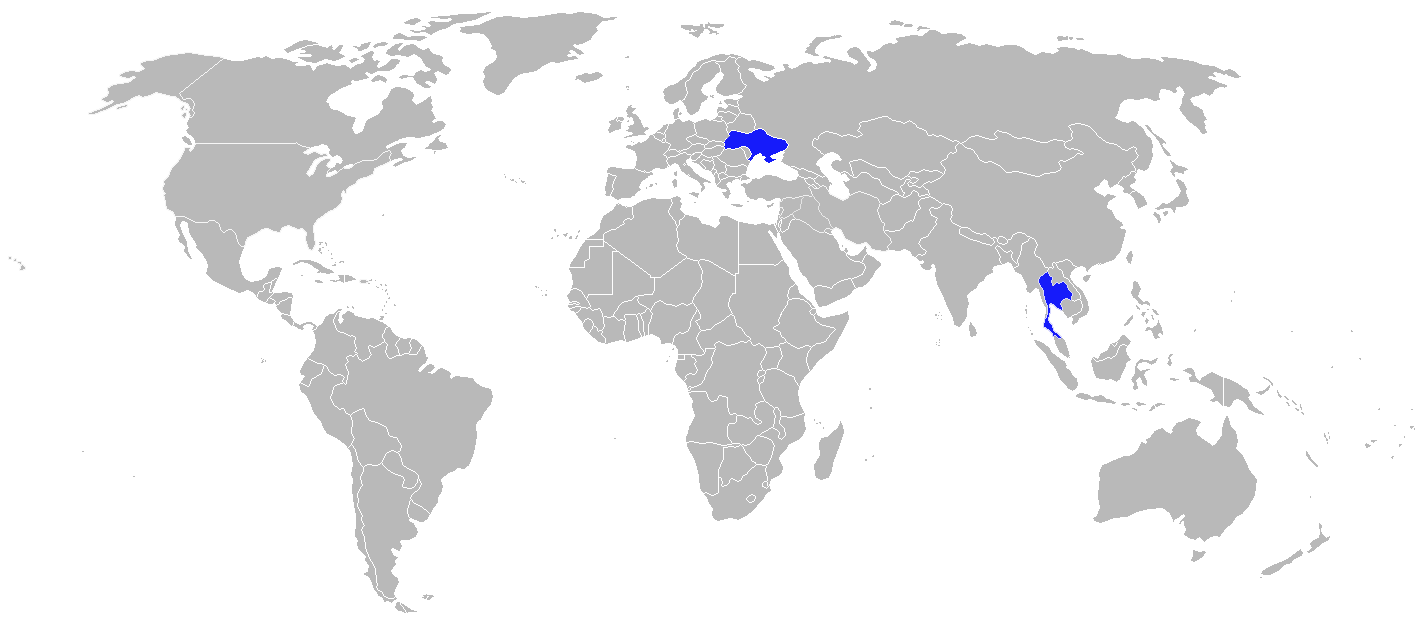
Світова мапа операторів танка БМ «Оплот». Синій колір — використовуються.

### Дійсні
- США 19 жовтня 2021 року «Укрспецекспорт» відвантажив один танк у сучасному комплектуванні замовнику за контрактом 2018 року.
- Таїланд — Таїланд 1 вересня 2011 року уклав контракт на поставку 49 танків «Оплот-Т» (модифікація для армії Таїланду, у порівнянні зі стандартним варіантом для української армії внесені деякі зміни у внутрішнє обладнання, обладнання зв'язку і шоломофони, встановлений кондиціонер для комфортної роботи танкістів в умовах тропічного клімату) до Таїланду. Як зазначив 3 квітня 2012 року генеральний директор держпідприємства «Завод ім. Малишева» Микола Бєлов, Україна почала повноцінне виконання контракту на поставку танків «Оплот-Т» до Таїланду.
  - 4 лютого 2014 року перша партія з 5 танків «Оплот-Т» надійшла на озброєння Збройних сил Таїланду[50].
  - 1 червня 2015 року до Таїланду надійшла друга черга танків «Оплот-Т» у кількості 5 одиниць[51].
  - Інформагентство «Інтерфакс-Україна» повідомило, що третя черга танків «Оплот» у кількості 10 одиниць була відправлена у грудні 2015 року та, згідно повідомленням тайських соцмереж, прибула на базу «Саттахіп» у травні 2016 року&nbsp[52]. «Укроборонпром» звітував, що третя партія танків була виготовлена у червні та відправлена до Таїланду у липні 2016 року. Представники «Укроборонпрому» спростували інформацію про намір таїландської армії, яка захопила владу в 2014 році, замінити український танк на аналоги з Росії і Китаю[40][53].
  - Чергова партія у кількості 5 танків «Оплот» прибула до Королівства Таїланд у листопаді 2016 року[54]. Таким чином, загальна кількість відправленних до Таїланду танків становить 25 одиниць.
  - П'ята партія з 5 машин «Оплот» була доставлена до Таїланду у червні 2017 року[55].
  - Наприкінці вересня 2017 року була підготовлена до відправлення чергова партія з 5 машин[56].
  - Чергова партія з 5 танків була доставлена приблизно 12-13 грудня 2017 року. Також було підтверджена інформація про отримання Таїландом двох БРЕМ-84 «Атлет»[57].
  - Останні шість танків «Оплот» та два БРЕМ-84 «Атлет» для Таїланду планується здати в кінці березня 2018 року[58].
  - 26 березня 2018 року контракт на поставку 49 танків «Оплот-Т» у Таїланд був завершений[59].
  - 29 липня 2018 року остання партія з 6 танків та двох броньованих ремонтно-евакуаційних машин БРЕМ-84 «Атлет» прибула до порту країни замовника[60].
    - 2-га кавалерійська бригада[41].

### Можливі
У квітні 2021 року Завод ім. Малишева продемонстрував танк «Оплот» та виробничі потужності підприємства делегації з Єгипту. Танк виконав стрільби на полігоні з усіх видів озброєння.

### Україна
Міністерство оборони України в 2009 році замовило 10 танків Оплот-М. Вартість укладеного контракту становить 295 млн грн. Станом на початок 2012 року через недофінансування українська армія має в своєму арсеналі лише один танк БМ Оплот. Збройні сили України планують придбати близько 200 основних бойових танків Оплот-М до 2025 року. Однак до практичної реалізації планів дійшло лише наприкінці 2015 року: Уряд України надав державну гарантію по кредиту ДП «Завод ім. Малишева» (Харків) на суму 1 млрд 83,59 тис. грн., для виготовлення танків БМ «Оплот». Згідно з постановою Кабінету міністрів № 1083 від 25 грудня 2015, плата за надання гарантії складає 0,001 % річних суми гарантійних зобов'язань, проте інформація про надходження нових танків станом на початок 2017 року - відсутня.
Відповідно до Указу Президента України № 183/2017 на поставку сучасного бронетанкового озброєння БМ «Оплот» для потреб Збройних Сил України з фонду конфіскованих коштів колишнього Президента України Віктора Януковича буде виділено 300 млн гривень.
В березні 2018 року генеральний директор ДК «Укроборонпром» Павло Букін повідомив, що замовлення на виготовлення БМ «Оплот» вже виконується, але точна кількість замовлених машин є державною таємницею, а перша партія буде виготовлена вже у 2019 році.

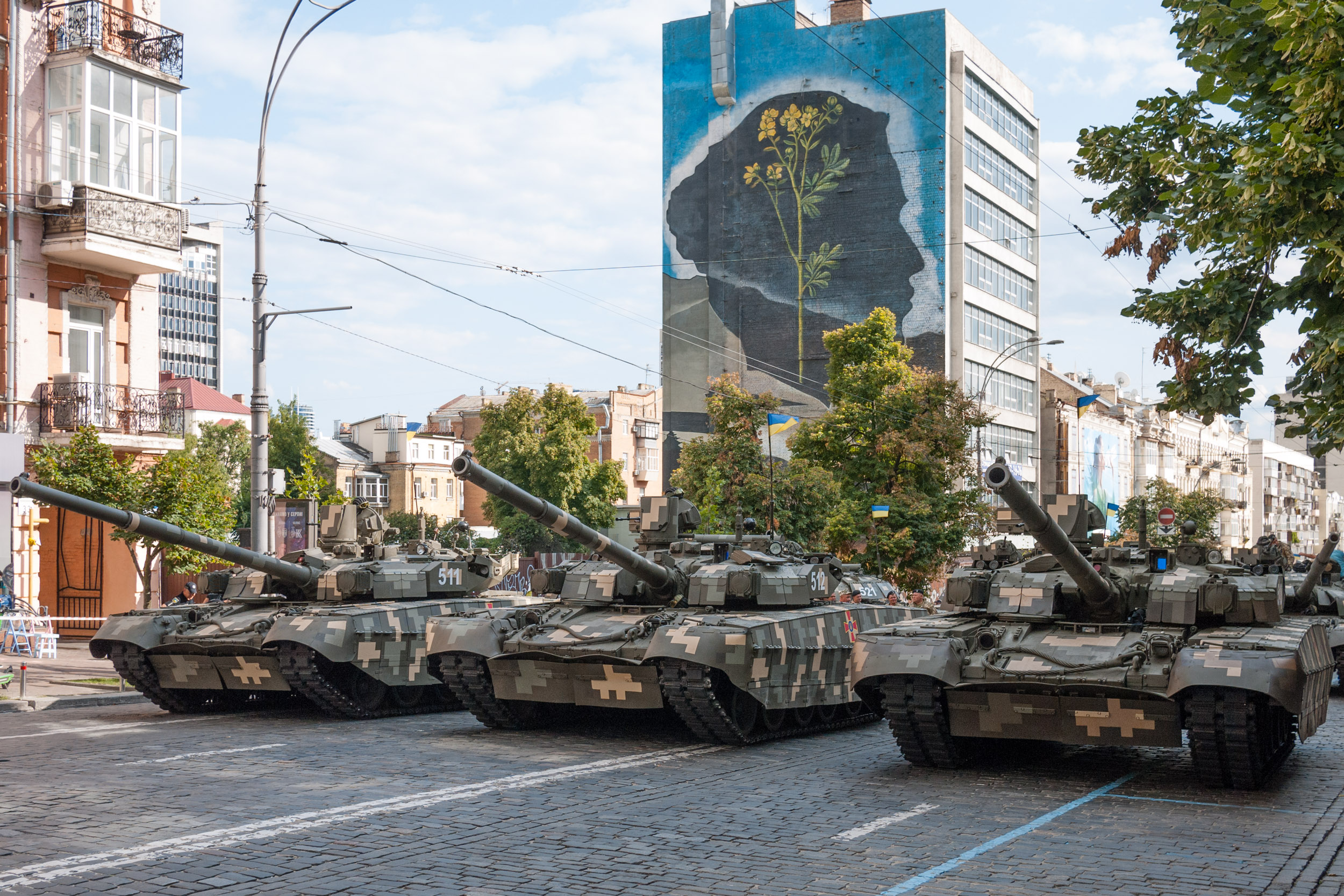
Три БМ «Оплот» на репетиції параду до Дня Незалежності у 2021 році.

Проте в жовтні 2020 року генеральний директор ДП «Завод імені Малишева» Василь Крилас повідомив, що роботи над імпортозаміщенням складових танка, які до того виготовляли в Росії, досі тривають, а міністерство оборони України буде готове замовляти танк лише за умови повного імпортозаміщення.
В грудні 2020 року заступник Міністра оборони України Олександр Миронюк повідомив, що триває дослідно-конструкторська робота «Бастіон» в рамках якої йде імпортозаміщення цієї машини. Дослідний зразок, має бути отриманий у 2023 році.
В березні 2021 року стало відомо, що ДК «Укрспецекспорт» замовив виготовлення одного танка «Оплот-2М» аби просувати його на зовнішніх ринках озброєнь Виробництво цього зразка було розпочате в лютому 2021 року.
Станом на 2021 рік на озброєнні української армії був 1 танк.

## Бойове застосування
В липні 2025 року, за даними Defence-Blog, танки українського виробництва Т-84 «Оплот» були задіяні армією Таїланду під час військових зіткнень на тайсько-камбоджійському кордоні. За даними місцевих журналістів та спостерігачів, танки відправили на штурм камбоджійських військових позицій у спірному районі.

## Галерея

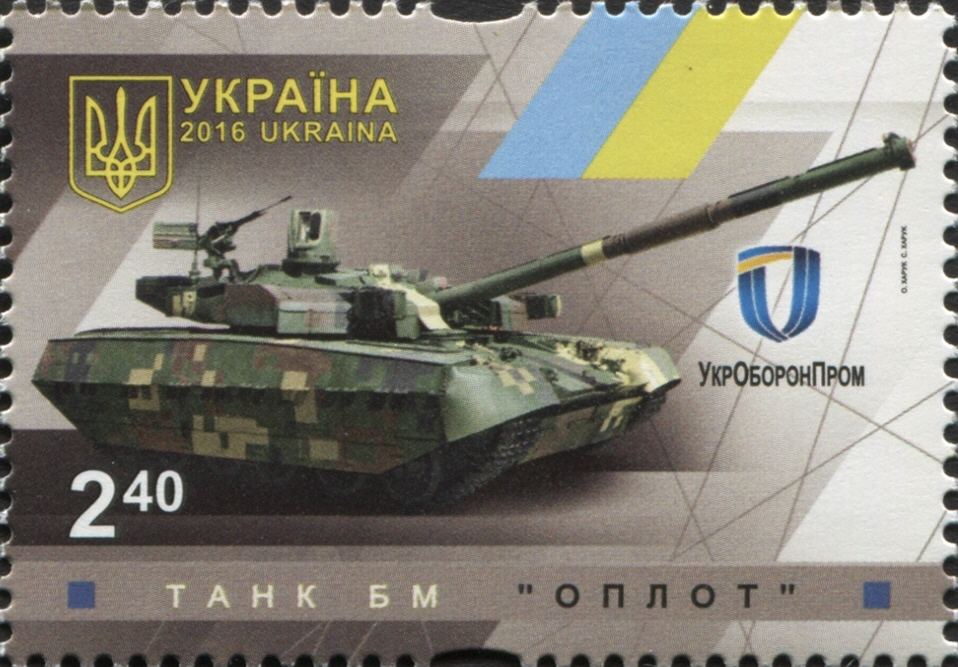
БМ «Оплот» на поштовій марці (2016)
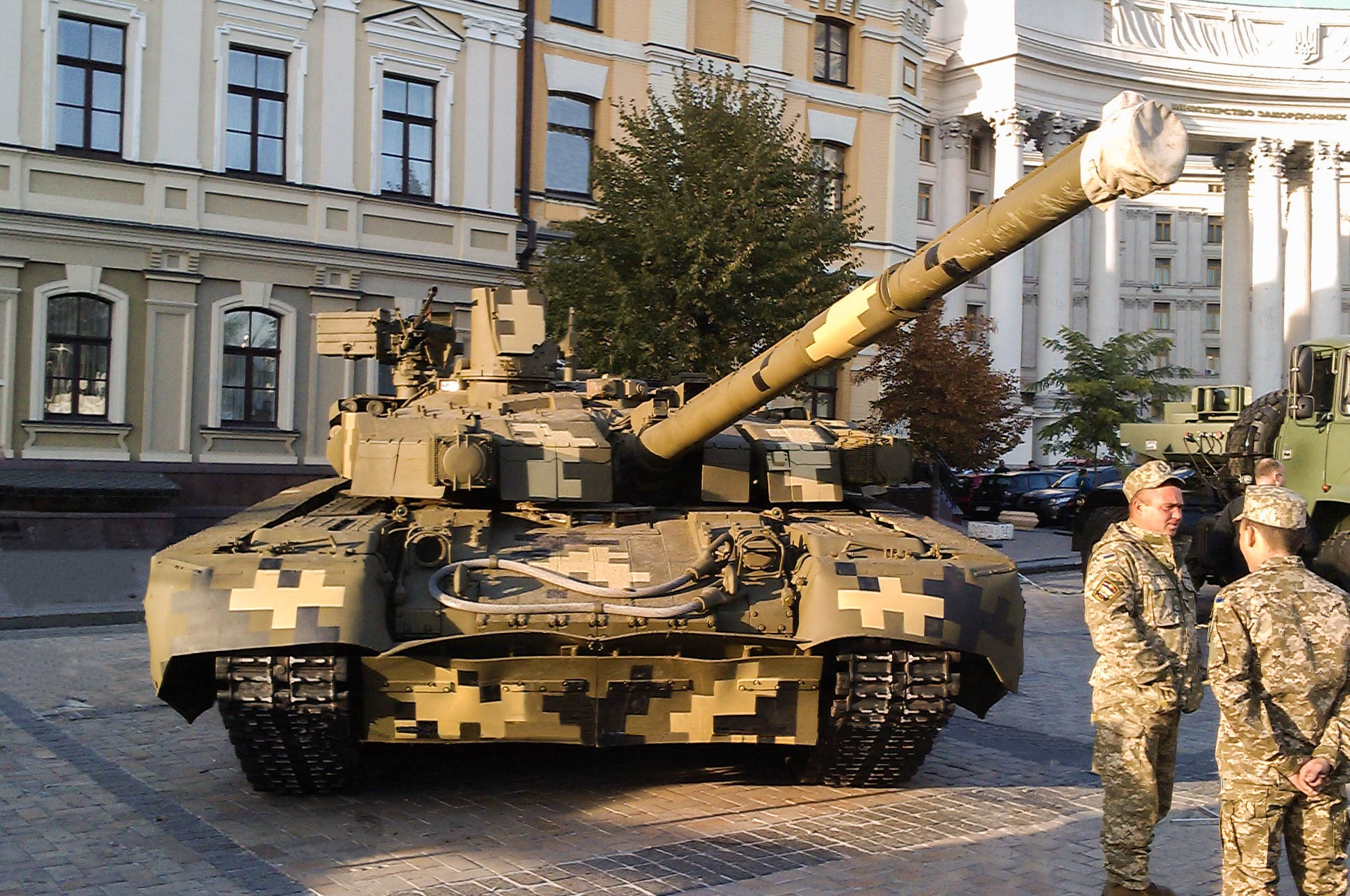
На виставці «Сила нескорених» до Дня захисника України, 2015.
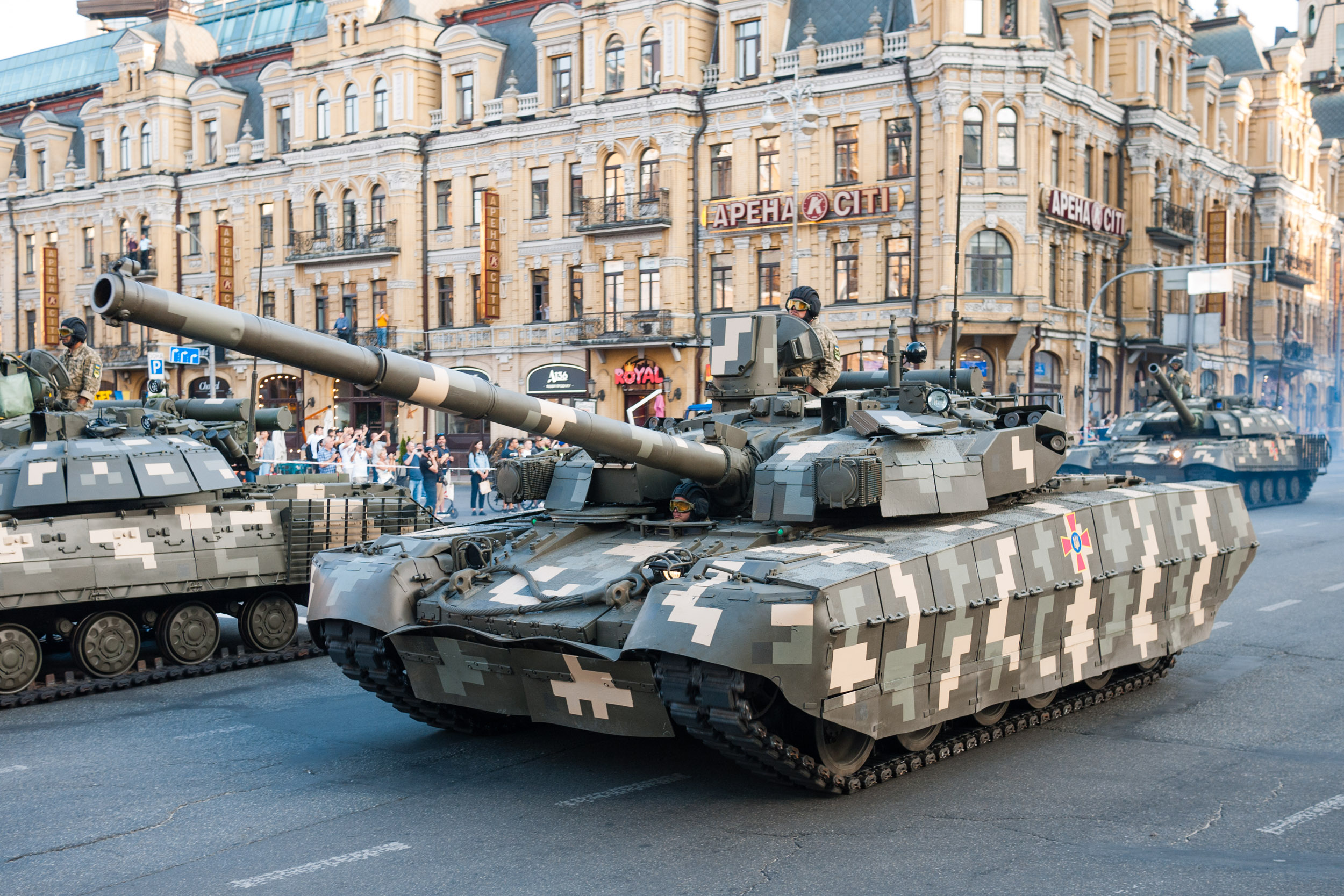
БМ «Оплот» на параді до Дня Незалежності України 2021 р.

### Відео
- БМ «Оплот» на випробуваннях на YouTube
- БМ «Оплот» зблизька на YouTube
- Фільм «Танк Оплот»  на YouTube
- Танк Оплот для Таиланда 31.10.2013г на YouTube